# Heinrich Gottlieb Ludwig Reichenbach
Heinrich Gottlieb Ludwig Reichenbach (Leipzig, 8 de janeiro de 1793 – Dresden, 17 de março de 1879) foi um botânico e zoólogo alemão. Ele era filho de Johann Friedrich Jakob Reichenbach, autor do primeiro dicionário greco-germânico em 1818. Pai de Heinrich Gustav Reichenbach, igualmente um botânico e um eminente especialista em orquídeas.

## Biografia
Reichenbach nasceu em Leipzig. Em 1810 ele estudou medicina e ciências naturais na Universidade de Leipzig. Tornou-se instrutor em 1818. Em 1820 ele foi indicado diretor do museu de história natural de Dresden e professor na Academia Médico-Cirúrgica em Dresden, onde permaneceu até 1862. Ele foi mais tarde o fundador do Jardim Botânico de Dresden e fundador conjunto do Zoológico de Dresden.

## Publicações
- Conspectus Regni Vegetabilis (1828)
- Flora germanica excursoria (1830–32, 2 tomos)
- Flora exotica (1834–36)
- Flora germanica exsiccata (1830–45)
- Übersicht des Gewächsreichs und seiner natürlichen Entwickelungsstufen (1828)
- Handbuch des natürlichen Pflanzensystems (1837)
- Das Herbarienbuch (1841)
- Abbildung und Beschreibung der für Gartenkultur empfehlenswerten Gewächse (1821–26)
- Monographia generis Aconiti (1820, with 19 plates)
- Illustratio specierum Aconiti generis (1823–27)
- Iconographia botanica s. plantae criticae (1823-1832)
- Iconographia botanica exotica (1827–30)
- Regnum animale (1834–36, with 79 plates)
- Deutschlands Fauna (1842, 2 tomes)
- Vollständigste Naturgeschichte des In- und Auslandes (1845–54, 2 volumes em 9 tomos)